# Петьовка Василь Васильович
Петьо́вка Васи́ль Васи́льович (нар. 30 січня 1967, с. Завидово, Мукачівський район, Закарпатська область) — народний депутат України, член Президії Єдиного Центру, член депутатської групи «Довіра».
Народився в селянській сім'ї; дружина Марина; має двох синів. Двоюрідний брат Віктора Балоги, Івана Балоги та Павла Балоги.

## Освіта
Мукачівський кооперативний технікум (1985), товарознавець і організатор торгівлі продовольчих та промислових товарів; Мукачівський технологічний інститут, інженерно-економічний факультет, інженер-економіст.
У 2006 році закінчив Одеський національний університет імені І. І. Мечникова, здобувши кваліфікацію спеціаліста з обліку і аудиту.

## Трудова діяльність
- З 1985 — у Верхньокоропецькому споживчому об'єднанні Мукачівської райспоживспілки.
- 1986—1987 — служба в армії.
- З 1987 — в Мукачівському кооперативному технікумі, ВКФ «Латориця», ТОВ «РЕЙ-ПРОМІНЬ».
- З квітня 1997 — в ТОВ «Барва».
- З квітня 1998 — голова правління ТОВ «Барва».

## Політична діяльність
- Член Ради НС «Наша Україна» (03.2005 — 02.2008).
- З 07.2008 р. — член Президії партії Єдиний Центр.

Мукачівський міський голова (06.2003 — 11.2007).
Березень 2006 кандидат в народні депутати України від Блоку «Наша Україна», № 224 в списку. На час виборів: Мукачівський міський голова, член НСНУ.
Народний депутат України 6-го скликання з 23 листопада 2007 до 12 грудня 2012 від блоку «Наша Україна — Народна самооборона», № 60 в списку. На час виборів: Мукачівський міський голова, член НСНУ. Член фракції Блоку «Наша Україна — Народна самооборона» (з 11.2007), член Комітету з питань фінансів і банківської діяльності (з 12.2007).
Народний депутат України 7-го скликання з 12 грудня 2012 за виборчім округом № 72 Закарпатської області від Єдиного центру. «За» 54.67 %, 10 суперників. На час виборів: народний депутат України, член Єдиного центру.
У ВР 9 скликання — член депутатської групи «Довіра».
Василь Петьовка має конфлікт інтересів як член “аграрного” комітету Верховної Ради. Самовисуванець Василь Петьовка на думку ЗМІ займався підкупом виборців, коли співфінансував дитячий футбольний турнір у смт. Дубове і дитячий футбольний турнір в смт. Тересва.
Парламент зберіг завищений розмір спецплати (“зелений” тариф) для об’єктів альтернативної енергетики, введених у 2019 році. Серед фірм, які отримують "зелений" тариф, автори виявили членів родини (з декларації і поза неї) нардепів Юрія Чижмаря, Богдана Дубневича, а також Василя Петьовки і Олександра Лівіка.

## Критика
У 2023 р. потрапив у розслідування Bihus.info, щодо фактів купівля народними депутатами дорогих автомобілів після вторгнення Росії в України, зокрема Василь Петьовка, приїжджав у Верховну Раду на Volkswagen Touareg 2022 року, оформлений на фірму його дружини за $76 тис. У 2022-2023 рр. на балансі фірми дружини з’явилися також Skoda Kodiaq, два Mercedes-Benz та BMW X5.
Журналісти телеканалу 1+1 зафіксували те, як під час засідання Верховної Ради Василь Петьовка координував відправку машин з контрабандними цигарками у Німеччину.
Петьовка втратив довіру влади через причетність до контрабанди .
Він є автором резонансного законопроекту про блогерів: фактично йшлось про наступ на свободу слова та запровадження цензури в інтернеті і згодом голосував за законопроект про свавільне блокування сайтів. Центр Протидії Корупції вважає, що Петьовка не повинен знову опинитись в парламенті.
22 липня 2025 року голосував за закон України 12414 який був ухвалений з порушенням Регламенту Верховної Ради України та підпорядкував НАБУ та САП Генеральному прокурору і викликав масові протести.

## Відзнаки
- Орден «За заслуги» III (08.2005)[15], II (07.2012)[16] ступенів.
- Відзнака УПЦ МП князя Володимира.